# Néma
Néma es una localidad del sudeste de Mauritania.
Cercana a la frontera con Malí, sus coordenadas son 16°37′0″N 7°15′0″O / 16.61667, -7.25000. Es la capital de la región de Hod Oriental y del departamento de Néma.

## Población
Mientras que la población urbana de Néma es aproximadamente entre 50.000 y 60.000 personas, su entorno rural elevan esta cantidad a cerca de 200.000 personas. 

## Economía local
La población es predominantemente mora, aunque hay también de etnias fulani y bambara. Al estar cerca de la frontera con Mali existe un tráfico constante de mercancías hacia el norte y sur con la ciudad de Ualata.

## Turismo
El turismo desde Europa llega en los meses de noviembre y diciembre cuando las temperaturas se hacen más soportables. Se encuentra rodeada por el norte y este de pequeñas mesetas que permiten la práctica del senderismo.
- Datos: Q752257
- Multimedia: Néma / Q752257